# Microthespis
Microthespis  — рід богомолів родини Rivetinidae. Налічує 3 види дрібних богомолів, поширених у Східній Африці, країнах Близького Сходу до Пакистану.

## Опис
Дрібні богомоли. Голова трикутна, ширше за довжину, очі напівкулясті, виступають. Антени тонкі, ниткоподібні, довші за голову та передньогруди. Передньогруди майже втричі довші за ширину, гладенькі. На стегнах передніх ніг 4 дискоїдальні та 4 зовнішні шипи. На передніх гомілках по 9 зовнішніх та внутрішніх шипів. Надкрила виступають далі кінця черевця. Церки циліндричні, загострені.

## Види та ареал
Відомо всього 3 види:
- M. dmitriewi Werner, 1908
- M. evansi Uvarov, 1931
- M. sindhensis Soomro, Soomro & Wagan, 2001